# Streptopelia reichenowi
Streptopelia reichenowi là một loài chim trong họ Columbidae.